# نیکوجاگا

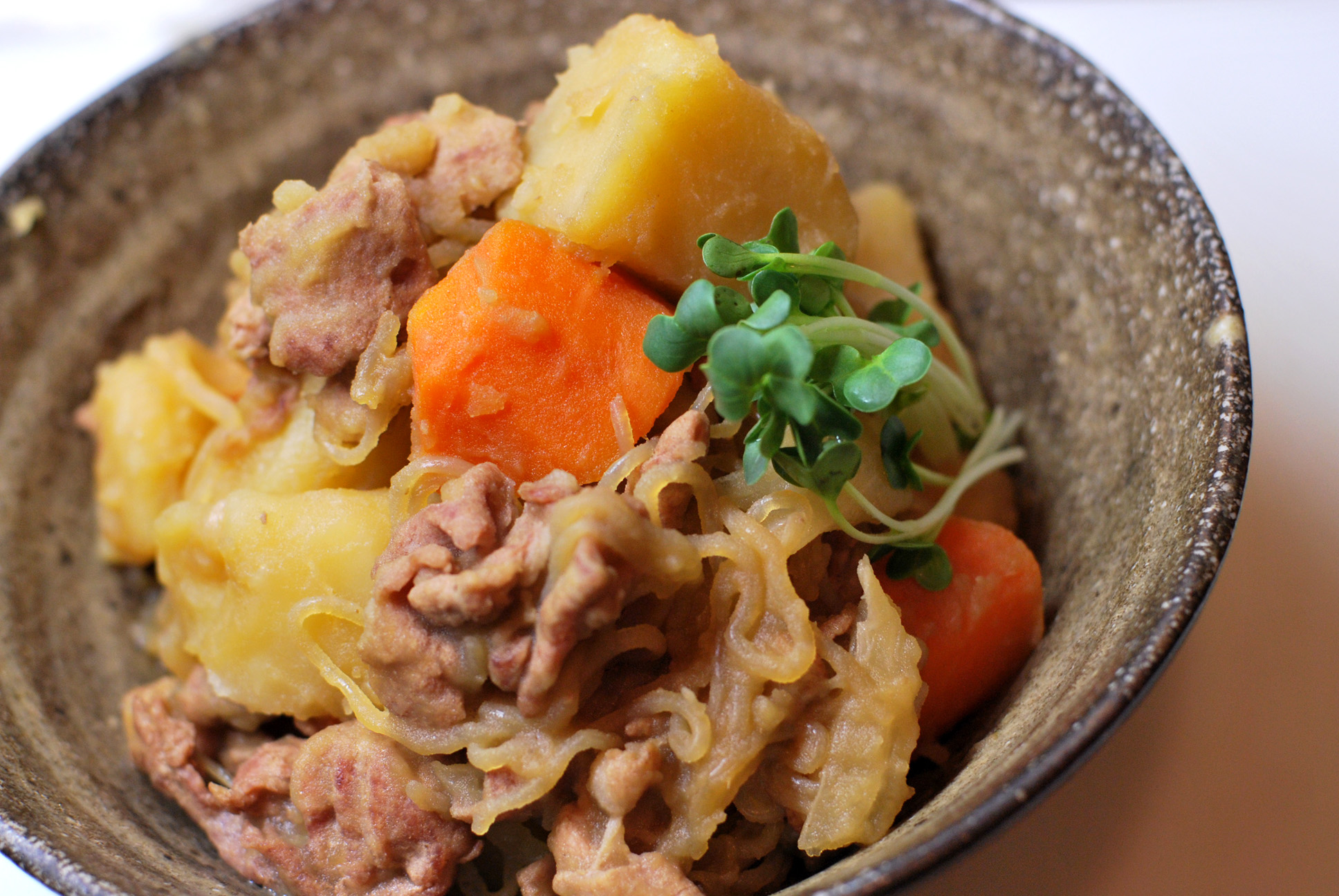
نیکوجاگا

نیکوجاگا (به ژاپنی: 肉じゃが Nikujaga) یکی از انواع غذاهای آشپزی ژاپنی است. مواد این غذا گوشت گاو یا گوشت خوک، سیب‌زمینی، پیاز و کُون‌نیاکوی رشته‌ای هستند. برای چاشنی از شویو، شکر و میرین استفاده می‌شود. در شرق ژاپن از گوشت خوک بیشتر از گوشت گاو استفاده می‌شود. از دوره میجی برای نخستین بار توسط نیروی دریایی ژاپن به وجود آمد و از آن پس تهیهٔ آن در سراسر ژاپن رواج پیدا کرد. مواد نیکوجاگا تقریباً همان مواد کاره‌رایس است و از نظر ارزش تغذیه‌ای و تعادل مواد غذایی در موقعیت خوبی قرار دارد.
این غذا در حدود سال‌های ۱۸۷۰ تا ۱۸۷۸ میلادی توسط یکی از مقامات ارتش ژاپن، در طی تحصیل در انگلیس و تحت تأثیر فرهنگ غذایی انگلیس به وجود آمده‌است. 
دستور پخت آن در مدرسه غذایی نیروی دریایی ژاپن در سال ۱۹۳۳ میلادی به این صورت نوشته و باقی مانده‌است.
- روغن در قابلمه ریخته می‌شود.
- ۳ دقیقه بعد گوشت خام در قابلمه روغن ریخته می‌شود.
- ۷ دقیقه بعد شکر اضافه می‌شود.
- ۱۰ دقیقه بعد سس سویا اضافه می‌شود.
- ۱۴ دقیقه بعد کُون‌نیاکو و سیب‌زمینی اضافه می‌شود.
- ۳۱ دقیقه بعد پیاز اضافه می‌شود.
- ۳۴ دقیقه بعد پایان.